# Aleksiej Tołstoj (1817–1875)
Aleksiej Konstantinowicz Tołstoj hrabia (ur. 24 sierpnia?/5 września 1817, zm. 28 września?/10 października 1875 w Krasnym Rogu w guberni czernihowskiej) – pisarz i dramaturg rosyjski, towarzysz młodości, później wielki łowczy dworu Aleksandra II. W satyrach zwalczał jednocześnie reakcję i biurokrację, radykalizm i materializm.
Pod silnym wpływem swoich zainteresowań magią i okultyzmem, a także wiedzą tajemną (fascynował się także modnym wtedy magnetyzmem, znał czołowych teoretyków i okultystów) – dał się też poznać jako świetny autor opowiadań fantastycznych, zainspirowanych powieściami gotyckimi i literaturą demonologiczną. Zadebiutował (pod pseudonimem Krasnogórski) w 1841 opowiadaniem „Upiór”. Potem były: „Spotkanie po trzystu latach” oraz „Rodzina wilkołaka” (to ostatnie weszło nawet w skład jednej z 3 nowel filmu „Trzy maski terroru” 1963). Początkowo tworzył w języku francuskim. Nigdy jednak nie pozwolił opublikować tej części swojej twórczości i wyszła ona drukiem dopiero po śmierci autora.

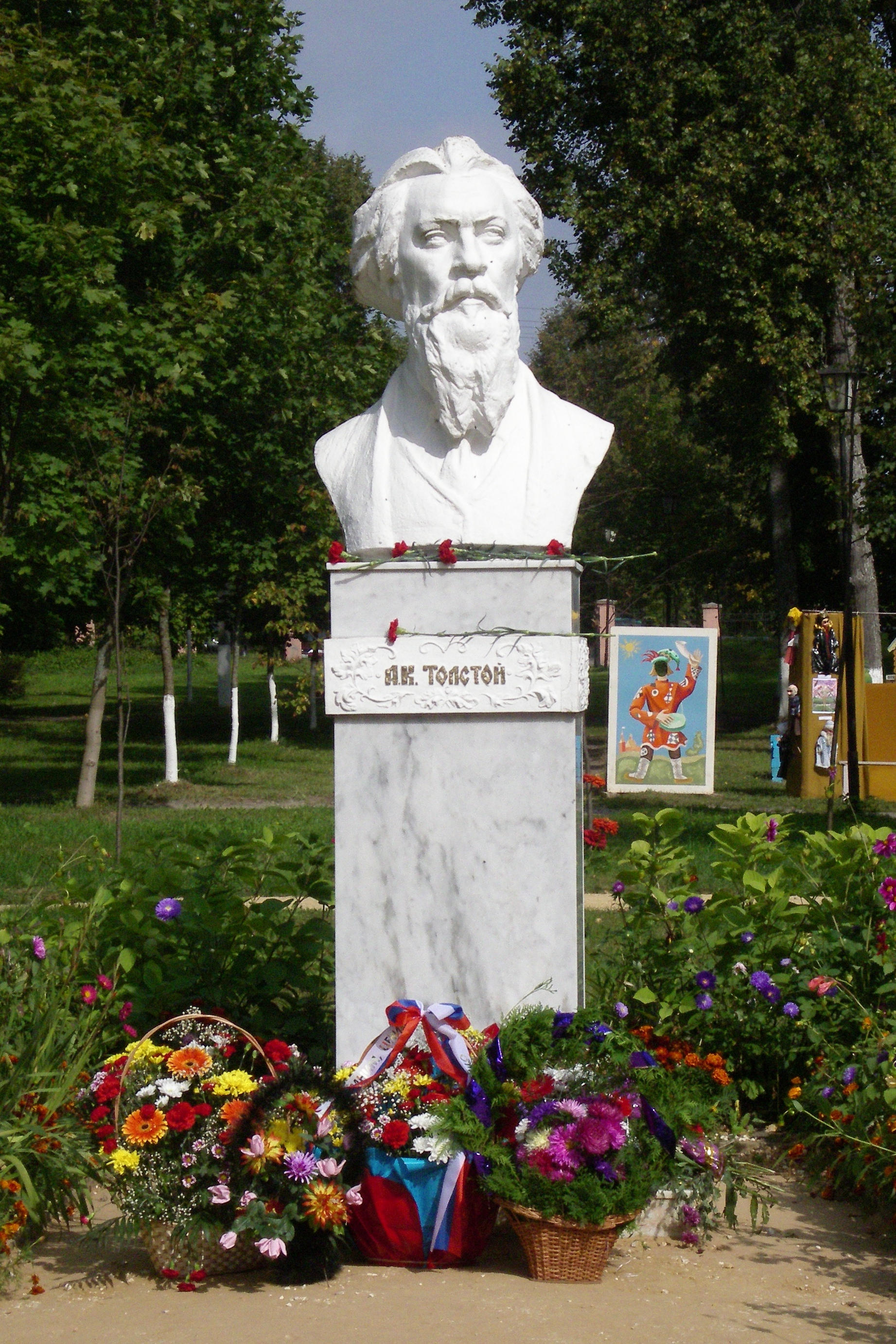
Pomnik Tołstoja w Krasnym Rogu

## Twórczość
- Poematy:
  - Joann Damaskin
- Dramaty:
  - Don Juan (1862)
  - Trylogia (1866–1870):
  - Śmierć Iwana Groźnego,
  - Car Fiodor Iwanowicz,
  - Car Borys[2][3]
- Powieści:
  - Książę Srebrny[2] (1861)
- Opowiadania fantastyczne:
  - Upiór (1841)
  - Spotkanie po trzystu latach
  - Rodzina wilkołaka. Niewydany fragment z dziennika nieznajomego